# Jerzy Kośnik
Jerzy Kośnik (ur. 7 lipca 1950 w Warszawie) – polski fotoreporter i artysta fotografik; członek Stowarzyszenia Dziennikarzy Polskich od 1980 roku, a od 1985 roku Związku Polskich Artystów Fotografików. 

## Życiorys
Ukończył Technikum Poligraficzne, jest absolwentem Wydziału Socjologii Uniwersytetu Warszawskiego. Fotografią zajął się mając 17 lat, a już w 1968 dokumentował solidarnościowy strajk studentów Politechniki Warszawskiej. Należał do warszawskiego klubu fotograficznego „6x6”, a także ekipy fotografików legendarnego studenckiego klubu Riviera-Remont, a w nim Dyskusyjnego Klubu Filmowego „Kwant”, gdzie na zaproszenia polskich studentów przyjeżdżali Michelangelo Antonioni, Julio Cortázar czy czołówka polskich filmowców z nurtu „kina moralnego niepokoju”.
Od 1977 pracował dla magazynu „Film”, dla którego fotografował aktorów i reżyserów na największych międzynarodowych festiwalach filmowych. 
Roger Moore uznał swój portret autorstwa Kośnika za najlepsze zdjęcie zrobione mu poza studiem. Akt Anny Dymnej został zaliczony do stu najlepszych fotografii polskich.
W 1980 roku zgłosił się do „Solidarności” Region Mazowsze i został jej społecznym fotoreporterem. Z perspektywy obserwatora i uczestnika rejestrował ważne i przełomowe dla kraju wydarzenia tego okresu. Nie zaprzestał fotografowania w stanie wojennym.
W wyniku weryfikacji dziennikarzy w stanie wojennym został wyrzucony z redakcji „Filmu”. Zdjęcie Jacka Nicholsona ze znaczkiem „Solidarności” w klapie marynarki stało się ikoną ulicy i kością w gardle władzy komunistycznej. Odtąd prywatnie fotografuje gwiazdy, które ceni. W latach 1982–1990 dla paryskiej agencji Gamma Press Image dostarczał reportaże ze stanu wojennego w Polsce, potem zamieszczane w czasopismach „Stern”, „Paris Match” i innych największych magazynach. Z ukrytej kamery wykonał zdjęcia procesu podziemnych wydawców prasy w Sądzie Wojskowym w Warszawie. 
Po dziesięciu latach pracy w agencji wrócił do aktu i portretu. Akt – ponieważ, jak mówi – naga kobieta jest dla niego fascynującym zjawiskiem. Wyraża w nich swój temperament i wrażliwość na piękno kobiecego ciała oraz najwyższy poziom artystyczny. Uchodzi za mistrza właśnie aktu i portretu. Do fotografowanych kobiet podchodzi podmiotowo, czyli „uczy się swojej modelki”, traktując ją jako osobowość i dlatego jego akty wyróżniają się wśród innych i przykuwają wzrok. 
W portrecie trzyma się zasady wyrażonej w znanej maksymie Steichena, w myśl której „posłannictwem fotografii jest pomagać człowiekowi w zrozumieniu drugiego człowieka, a także w zrozumieniu samego siebie”.
Ponad dwadzieścia razy był akredytowanym fotoreporterem na Międzynarodowym Festiwalu Filmowym w Cannes (Francja), fotografował również gwiazdy światowego kina na festiwalach filmowych w San Sebastian (Hiszpania) czy Moskwie (dawny ZSRR) oraz Londynie i rodzime gwiazdy w Warszawie, Krakowie i na Festiwalu Gwiazd w Międzyzdrojach.
Od kilku lat jego pasją jest twórcza obróbka zdjęć cyfrowych, ponieważ daje mu ona niewiarygodną swobodę kreacyjną.

## Najważniejsze wystawy
- 1974 r. – Galeria Riwiera-Remont Warszawa: Akt
- 1979 r. – Warszawskie Towarzystwo Fotograficzne: Akt
- 1980 r. – Galeria Fotografii Hybrydy Warszawa: Akt neoromantyczny
- 1980 r. – Kwant Warszawa: Cannes 1980
- 1981 r. – Festiwal Filmowy w Gdańsku: „Solidarność” na Festiwalu Filmowym Cannes 1981
- 1986 r. – Galeria Fotografii Hybrydy Warszawa: Gwiazdy światowego kina
- 1991 r. – Muzeum Kinematografii w Łodzi: Gwiazdozbiór Jerzego Kośnika; zbiór ponad 150 fotogramów pozostawionych przez autora dla muzeum po dwóch wystawach
- 1989 r. – Narodowa Galeria Sztuki Zachęta: 150 lat fotografii polskiej 1839-1989 (wystawa zbiorowa)
- 2001 r. – Nowohuckie Centrum Kultury: Stan wojenny w Polsce. 20 lat – fotografie i dokumenty
- 2003 r. – Polsko-Japońska Wyższa Szkoła Technik Komputerowych Warszawa: Digital Art – nowe medium artysty fotografika
- 2007 r. – Galeria Za Miedzą Lubomierz: „Gwiazdozbiór” Jerzego Kośnika
- 2011 r. – Galeria Novotel Warszawa (30 prac z lat 1978-2000 „Gwiazdozbiór”).
- 2013 r. – Oddział Muzeum Narodowego w Gdańsku: Akt w polskiej fotografii (wystawa zbiorowa)

## Odznaczenia
- Medal „Pro Patria” (2025)[1]